# Simone Locarni
Simone Locarni (* 6. Juli 1999 in Verbania) ist ein italienischer Konzert- und Jazzpianist.

## Leben und Wirken
Locarni, der in Mergozzo aufwuchs, begann im Alter von sechs Jahren mit klassischem Klavierunterricht. Im Alter von zwölf Jahren wurde er am Konservatorium „Guido Cantelli“ in Novara aufgenommen; bereits in jungen Jahren trat er in vielen Konzerten und Wettbewerben auf. Fasziniert von Tom Waits und Keith Jarrett wandte er sich im Alter von zwölf Jahren auch dem Jazz zu. Dann studierte er am Konservatorium „G. Verdi“ in Mailand bei Alessandro Commellato. Daneben erhielt er Unterricht in Jazzpiano bei Ramberto Ciammarughi, Franco D’Andrea und Umberto Petrin. Zudem nahm er an Meisterkursen mit Pianisten wie Simone Pedroni, Ettore Borri, Edoardo Torbianelli, Emilia Fadini und Stefano Battaglia teil.
Ab 2016 trat Locarni bei großen italienischen Jazzfestivals neben Künstlern wie Hector Costita, Nico Gori, Michael Steinman, Yuri Goloubev, Bebo Ferra, Riccardo Fioravanti, Andrea Dulbecco, John B. Arnold und Klaus Gesing auf.
2018 erschien Locarnis erstes Album Playin' Tenco im Quartett mit Stefano Solani, Mario Biasio und Nicola Stranieri; 2021 folgte sein Album Ten Stops mit Andrea Dulbecco, Bebo Ferra und Riccardo Fioravanti. Des Weiteren gibt er Solokonzerte, etwa 2024 zur Eröffnung der Internationalen Jazzwoche Burghausen: „Locarni ist in vielerlei Hinsicht ein ungewöhnlicher Pianist. Dynamisch einfühlig, klangfarblich schillernd erzählt er in thematisch großen Bögen, nimmt die Tradition des Solokonzertes in sich auf, um sie mit Nachdruck eigenwillig zu interpretieren. Ein faszinierendes Talent, ein Musiker auf dem Sprung auf die großen Bühnen.“
Außerdem unterrichtet Locarni Jazzklavier und Ensemblemusik am Helvetischen Musikinstitut in Bellinzona.

## Preise und Auszeichnungen
Im August 2022 gewann Locarni den Spoleto Europe Jazz Award als bestes europäisches Jazz-Talent, im selben Jahr erhielt er eine besondere Erwähnung bei Tomorrow’s Jazz, dem Preis für junge italienische Jazz-Talente, „für seinen kompositorischen und improvisatorischen Ansatz.“ 2024 gewann er die 21. Ausgabe des nationalen Wettbewerbs für junge italienische Jazztalente „Chicco Bettinardi“ in Piacenza in der Kategorie „Solist“ und gewann auch den Publikumspreis. Im März 2024 gewann er mit einem Solokonzert den Europäischen Nachwuchspreis in Burghausen. Im Juni 2024 gewann er außerdem den Kritikerpreis des Internationalen Massimo Urbani Preises.

## Diskographische Hinweise
- 2018 – Playin’ Tenco (Incipit/Egea Records)
- 2021 – Ten Stops (Dasè Sound lab/Halidon)
- 2023 – Blies (Dasè Sound lab)